# John Wilbye
John Wilbye (1574-1638) fou un compositor anglès de principis del Barroc.
El 1598 era organista d'una església de Londres i assolí celebritat com a madrigalista, devent-se-li dos llibres de composicions d'aquest gènere a 3 i 6 veus (1598 i 1609), que foren reeditats el 1841 i 1846. També fou un dels autors dels Triumphs of Oriana.